# ジャン＝ジャック・アウエ
フランスでは、ジャン＝ジャック・アウエ（Jean-Jacques Hauer）と呼ばれた、ヨハン・ヤコブ・ハウアー（Johann Jakob Hauer、1751年3月10日 - 1829年6月3日）は、ドイツ生まれの画家である。フランス革命の時期にパリで活動し、山岳派のリーダーであったジャン＝ポール・マラーを暗殺して処刑されたシャルロット・コルデー（1768-1793）が逮捕され、処刑されるまでの間に、コルデーに望まれてその肖像画を描いたことで知られている。

## 略歴
南ドイツのガウ＝アルゲスハイムで仕立て屋の息子に生まれた。ガウ＝アルゲスハイムの学校の校長から絵を学んだ後、マンハイムでライン宮中伯（プファルツ選帝侯）の宮中画家のヨハン・フィリップ・ホフマイスター（Johann Philipp Hoffmeister）の弟子になった。1769年5月に、パリで版画家として働いていた叔父を保証人にして、王立美術アカデミーの学生になり、ジャック＝ルイ・ダヴィッド(1748–1825)の学生になった。
フランス革命が起きると、1789年の夏に国民衛兵の第2大隊の将校になり、1793年7月13日にコルデーによるジャン＝ポール・マラーの暗殺が行われた場所の近くに住んでいた。ハウアーがシャルロット・コルデーの肖像画を描いたエピソードは、コルデーを「暗殺の天使」と称えたアルフォンス・ド・ラマルティーヌ（1790-1869）のフランス革命の歴史に関する著書やジュール・ミシュレ（1798-1874）の『フランス革命史』などに紹介された。1793年7月17日にコルデーは断頭台で処刑された。
1793年7月21日の新聞 「Le Thermomètre du Jour」は証言中のコルデーの姿をスケッチしているハウアーに気づくと、コルデーはスケッチを続けるようにいったことを伝え、ラマルティーヌの著書では、留置所に戻ったコルデーは看守にハウアーを招くことを頼み、肖像画のためにポーズをとり、ハウアーに身の上話をして、肖像画の複製を家族に送るように頼んだと伝えている。
ハウアーは革命の時代や王政復古の時代を生き延び、肖像画家として働いたが画家としては成功しなかったとされる。1820年にパリから160㎞程離れたブロワに住みそこで亡くなった。

## 作品

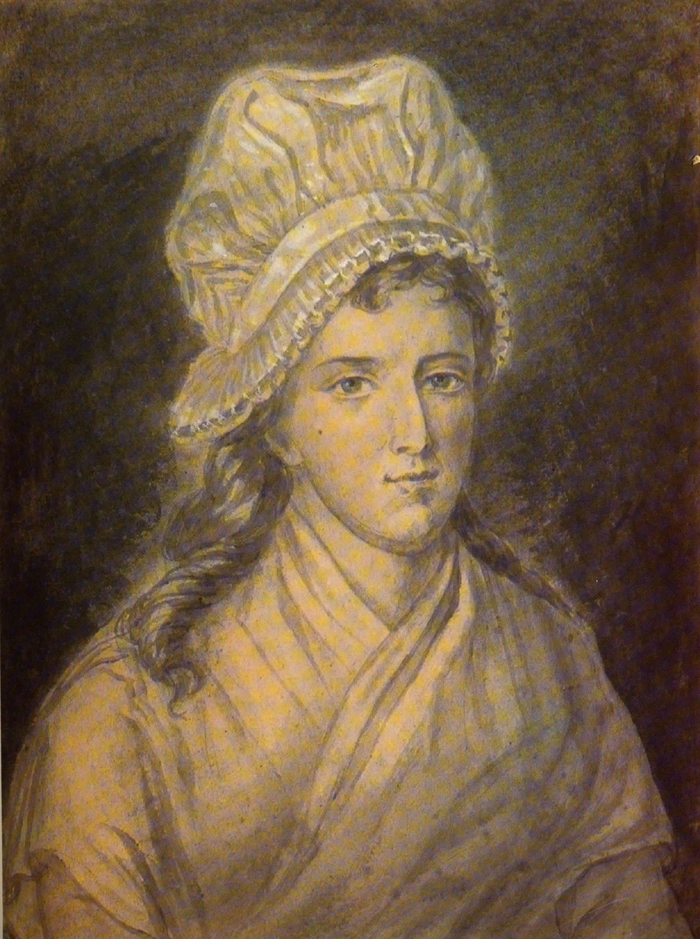
シャルロット・コルデーの肖像画 (1793) ランビネ美術館
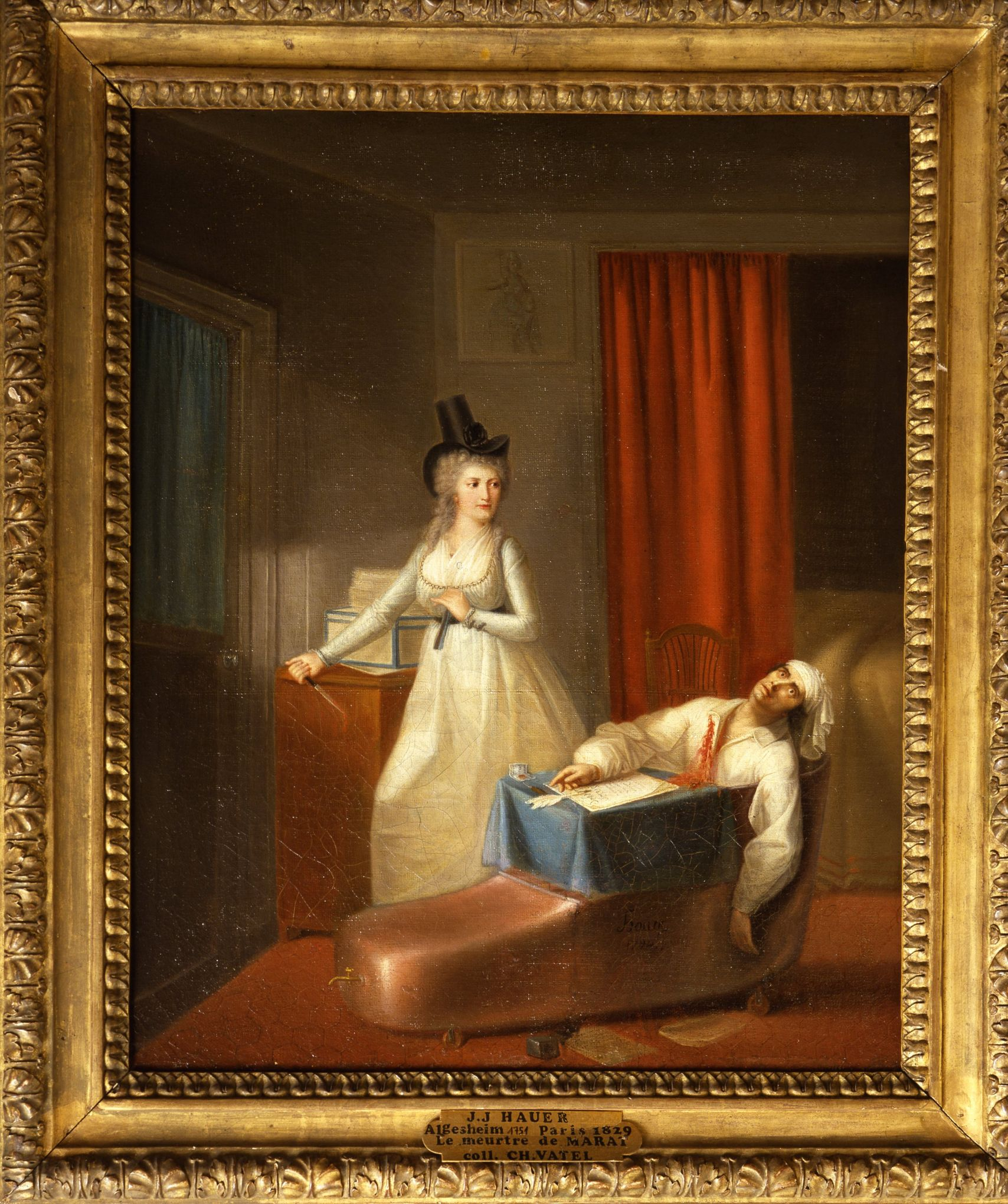
マラーの死 (1794) ランビネ美術館
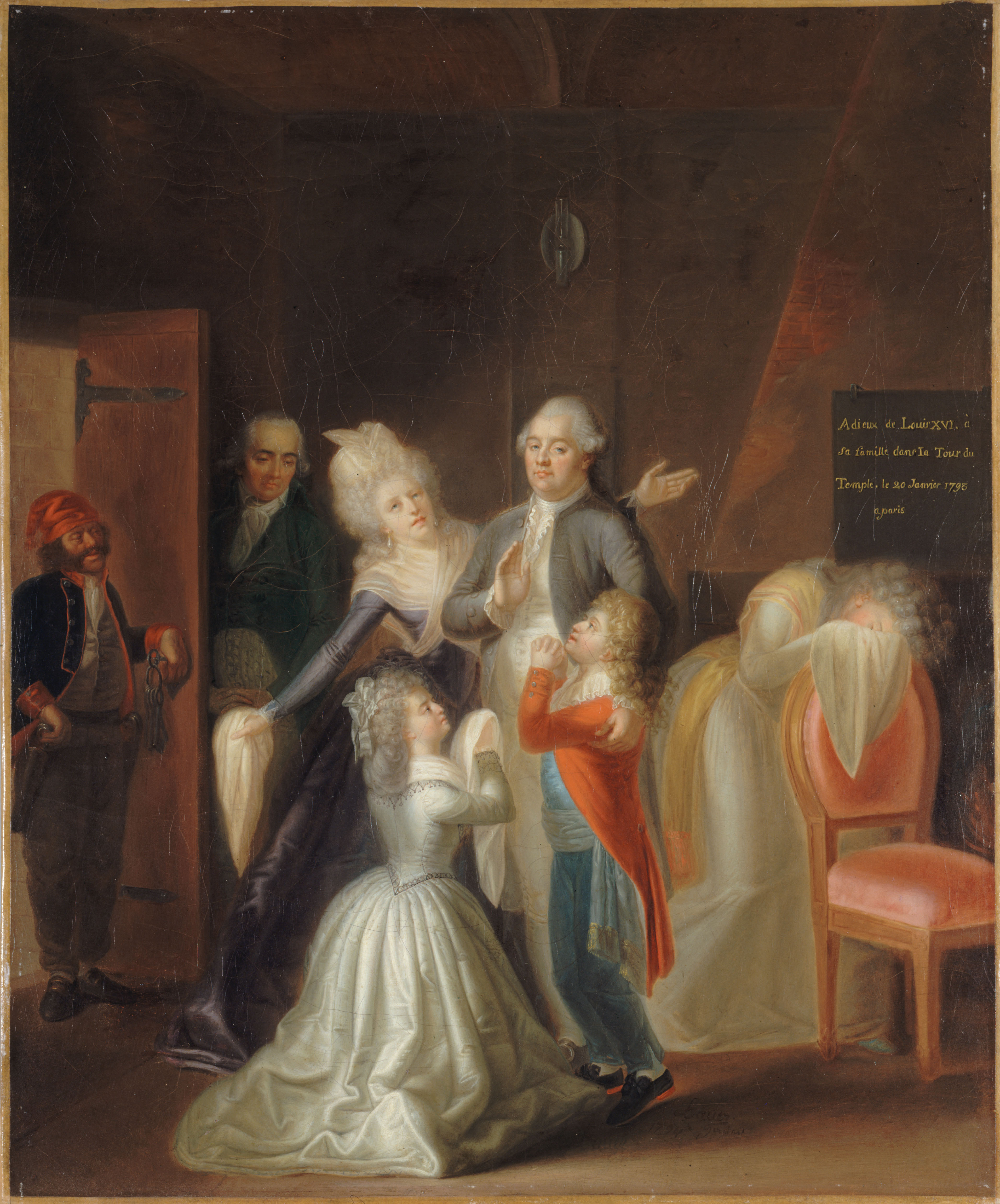
ルイ16世の家族との別れ (1794) ランビネ美術館
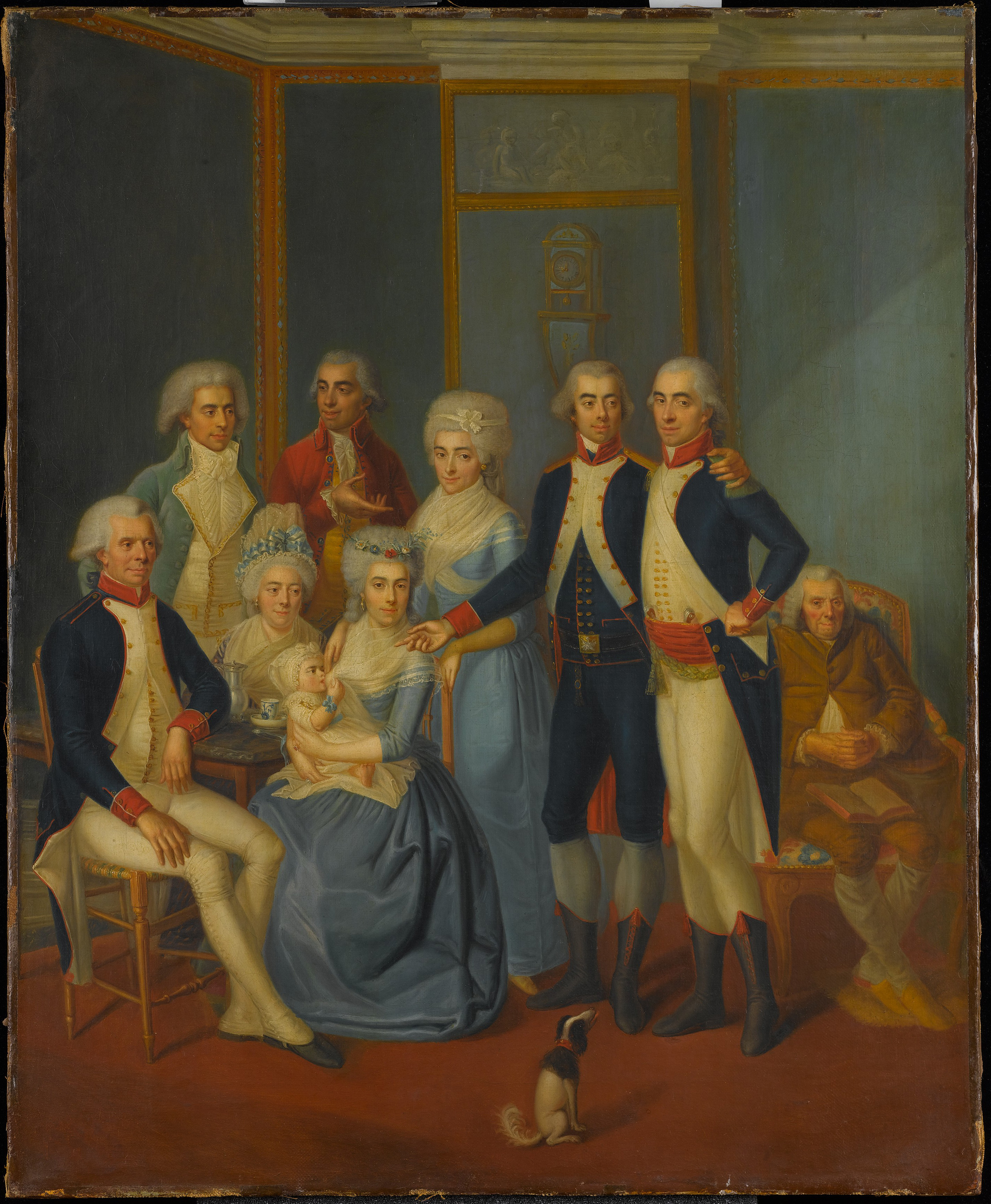
軍人の家族の集団肖像画